# Саратовский академический театр драмы имени И. А. Слонова
Сара́товский госуда́рственный академи́ческий драмати́ческий теа́тр и́мени И. А. Сло́нова — один из старейших театров Российской Федерации, основанный в 1803 году в городе Саратове Саратовской губернии Российской империи.
С 1918 года по 21 декабря 2003 года носил имя Карла Маркса.

## История театра

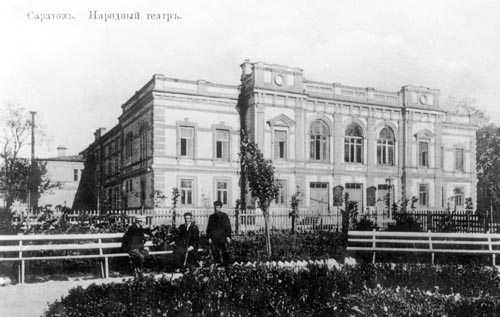
Саратовский народный театр (фото до 1917 года).

### История XIX века
Купец 1-й гильдии Франц Осипович Шехтель, выступил в роли одного из учредителей первого в городе литературно-музыкального кружка просвещённого купечества — Немецкого танцевального клуба. В мае-июне 1859 года Ф. О. Шехтель построил в своем загородном саду деревянный летний театр с партером и ложами. Впоследствии театр не раз горел и перестраивался, менялся и облик устроенного Шехтелем увеселительного сада. В настоящее время на месте сада разбит сквер, в котором стоит современное здание Саратовского государственного академического театра драмы имени И. А. Слонова, ведущего своё начало от маленького театра Шехтеля.
Константин Станиславский в год 60-летия Саратовского драматического театра охарактеризовал его как «рассадник национальной культуры». В 1820-х годах проезжие труппы, гастролёры и местные любители ставили в Саратове русские комические оперы, позднее — оперетты и драматические спектакли. В 1865 году во вновь выстроенном четырёхъярусном здании театра начала регулярные спектакли драматическая труппа, возглавляемая антрепренёром и актёром П. М. Медведевым. В дальнейшем известные антрепренёры тот же П. М. Медведев, Г. М. Ковров, А. М. Го́рин-Горя́инов, Н. И. Собо́льщиков-Сама́рин и др. собирали для Саратова сильные актёрские составы.
В 1870-е годы в Саратовском драматическом театре играли, в начале своего творческого пути, А. П. Ленский, М. Г. Савина, В. Н. Давыдов, П. А. Стрепетова, К. А. Варламов, позднее некоторые из них гастролировали в Саратове. В 1897—1900 годы в «Товариществе», возглавляемом М. М. Бородаем, играл В. И. Качалов.

### История начала XX века

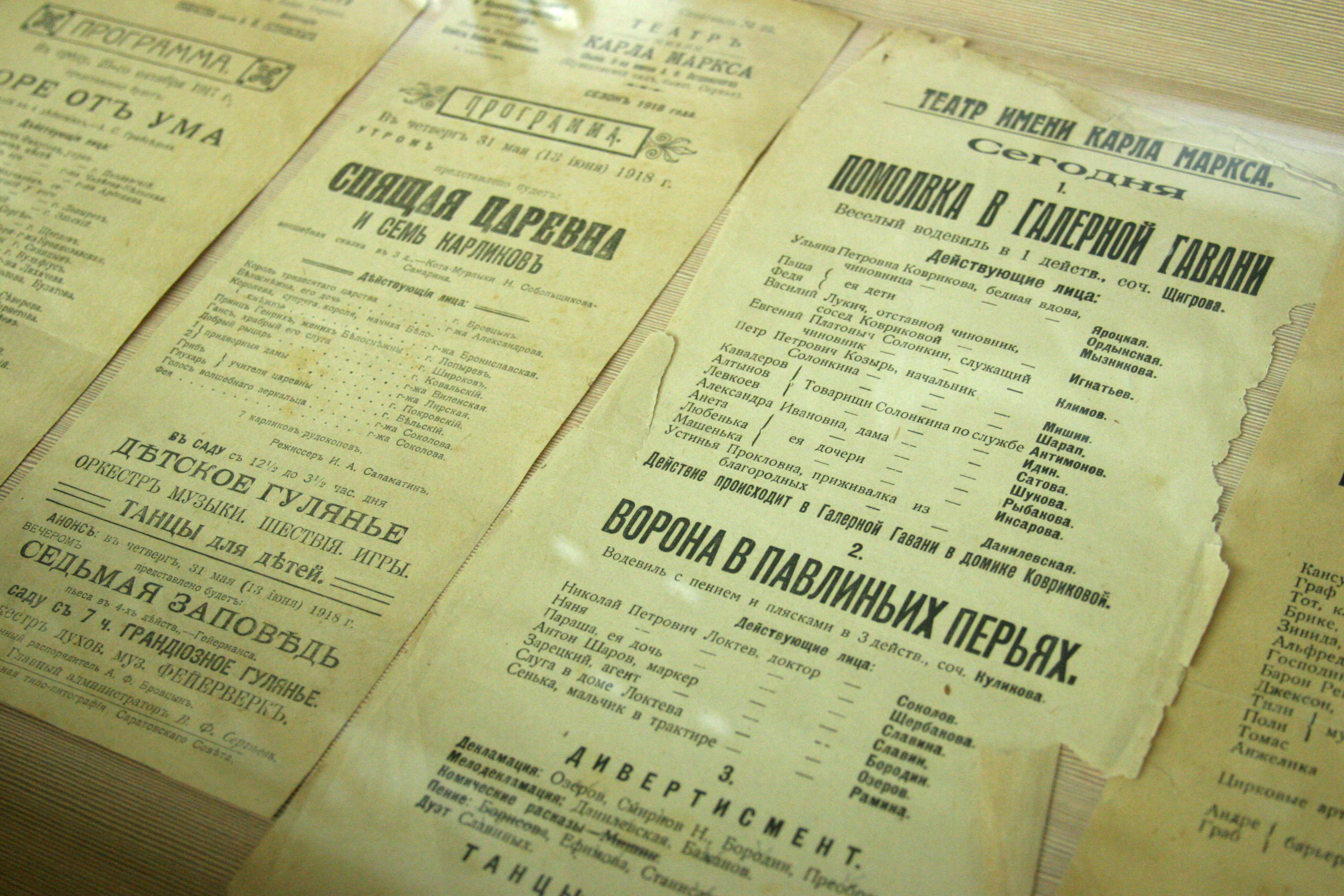
Театральные листовки Саратовского театра имени К. Маркса первой половины 1920-х годов.

В 1915 году антрепренёр и режиссёр Мевес арендовал на два года Городской театр (с 1906 года в Саратове функционировал и другой драматический театр — на окраине города) и перевёл в Саратов труппу, работавшую в Киеве (Д. Ф. Смирнов, М. И. Жвирблис, И. А. Слонов и др.). Большое влияние на развитие театра оказал И. А. Слонов, проработавший здесь 30 лет.
После Октябрьской революции 1917 года, с переходом театров в ведение местных Советов, состав театра усиливается. Помимо Слонова, здесь работали А. М. Петрова, Д. Ф. Смирнов, Е. Е. Астахова, Е. А. Степная, М. П. Рудина и др.; режиссёры: А. И. Канин и Е. О. Любимов-Ланской (выступал и как актёр).
Из спектаклей 1920-х годов наиболее значительные: «Любовь Яровая» (1926, режиссёр Канин), «Разлом» (1927, режиссёр Синельников), «Бронепоезд 14-69» Всеволода Иванова (1928, режиссёр Нелли-Влад).
С 1930 по 1935 годы театр возглавлял Л. Ф. Лазарев, с 1935 по 1939 годы — И. А. Слонов, с 1939 года — И. Л. Ростовцев, затем — К. И. Андроников (Андроникашвили), А. А. Ефремов, П. П. Васильев.
Летом 1938 года театр побывал на гастролях в Москве.

### История второй половины XX века
По окончании ГИТИС в театре работал режиссёр Борис Голубовский.
В 1954 году завлитом театра работал Юрий Сергеевич Рыбаков, ставший впоследствии главным редактором журналов «Театр» и «Советский экран».

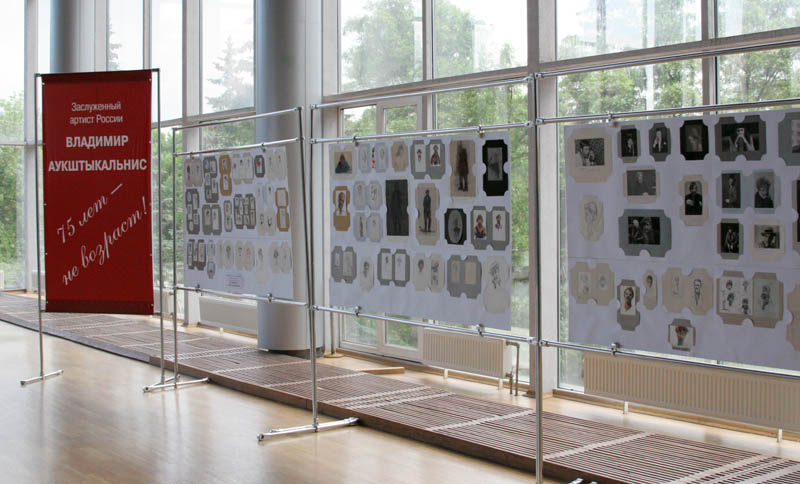
Экспозиция в фойе театра.

В 1960-е годы старое здание театра было разрушено. На его месте было построено новое. Открыто оно было в 1968 году премьерой спектакля «Русские люди» Константина Симонова в постановке Д. А. Лядова.
В 1971—1975 годах театр возглавлял Лев Михайлович Аронов.
С 1959 по 1980 годы над художественным оформлением спектаклей работал художник А. З. Аредаков. В 1971 году над оформлением спектакля «Идиот» по Ф. М. Достоевскому работала Т. И. Сельвинская (режиссёр-постановщик Яков Рубин).
В 1974 году в театр приходит в качестве очередного режиссёра А. И. Дзекун. С 1982 года он становится главным режиссёром театра. За время своей работы в театре с 1974 по 1996 годы им были поставлены свыше 50 спектаклей. Яркие работы Дзекуна вызвали широкий резонанс среди театральной общественности, заставили критику говорить о Саратовском театре драмы как о ярком самобытном явлении в театральной жизни России. В это время театр с успехом провёл гастроли в Москве, других городах СССР, участвовал в фестивалях. До 16 сентября 1997 года Александр Дзекун работал в Саратовском театре.
В 1977 году театру было присвоено почётное звание академического
В 1978 году состоялась премьера спектакля «Человек, который знал, что делать» по Н. Г. Чернышевскому (режиссёр — К. Дубинин, художник — Д. А. Крымов).
В 1993 году театру было присвоено имя великого русского актёра Ивана Артемьевича Слонова, жившего в Саратове.

### Современная история

Памятник Олегу Янковскому в сквере у театра (скульптор — Андрей Щербаков).

Памятник Олегу Янковскому (крупный план)

С 1998 по 2005 годы главным режиссёром театра был Антон Валерьевич Кузнецов. В это время состоялись гастроли театра во Франции, французские режиссёры ставили на сцене театра спектакли.
В 2000-е годы на афишах театра появились имена молодых драматургов: Ксении Степанычевой, Виктории Никифоровой, Мартина МакДонаха.
С октября 2005 года по февраль 2008 года директором театра был Юрий Кравец.
В настоящее время директор театра — Владимир Владимирович Петренко. Художественный руководитель театра — народный артист России Григорий Аредаков. Главный художник театра — Юрий Наместников. Художник по свету — заслуженный работник культуры России Дмитрий Крылов.
В последнее десятилетие театр стал участником различных всероссийских и международных театральных фестивалей. В 2009 году театр принял участие во Всероссийском театральном фестивале имени Н. Х. Рыбакова, который проводится на базе Тамбовского государственного театра драмы. Были также «Театр без границ» в Магнитогорске, фестиваль современной драматургии имени Александра Вампилова в Иркутске, фестиваль «Старейшие театры России» в Калуге, фестиваль имени Н. Х. Рыбакова в Тамбове, «Балтийский дом» и фестиваль имени Александра Володина в Санкт-Петербурге, «Варненское лето» в Болгарии.
В ноябре 2011 года на базе Саратовского государственного академического театра драмы имени И. А. Слонова состоялся первый Всероссийский театральный фестиваль памяти Олега Янковского. В ноябре 2012 года прошёл второй фестиваль. В 2014 году был проведён третий фестиваль, который стал именоваться Всероссийский театральный фестиваль имени Олега Янковского, теперь он проводится раз в два года.
В 2014 году Саратовский театр посетил с гастролями Республику Крым. На сцене Севастопольского академического театра русской драмы имени А. В. Луначарского и сцене Театра драмы имени А. С. Пушкина в Евпатории были показаны спектакли «Условные единицы» и «Иван-богатырь и Свет-луна». Гастроли проходили в рамках проекта «Гастроли ведущих российских театров в регионах России».
В 2015 году театр посетил с гастролями Махачкалу, где на сцене Русского государственного музыкально-драматического театра имени М. Горького были сыграны три спектакля: «Бешеные деньги», «Частная жизнь» и «Иван-богатырь и Свет-луна».

### Труппа театра разных лет
На сцене театра играли народные артисты СССР Б. Ф. Андреев, В. А. Ермакова, О. И. Янковский; народные артисты РСФСР В. Я. Дворжецкий, С. И. Бржеский, П. А. Карганов, Ю. И. Каюров, А. А. Колобаев, А. Я. Михайлов, С. М. Муратов, Г. И. Сальников, Г. А. Слабиняк, А. Н. Стрижова, Л. В. Шутова, Я. И. Янин; заслуженные артисты РСФСР Н. У. Алисова, А. Г. Василевский, Н. А. Гурская, А. М. Максимова, Л. С. Муратова, В. А. Седов В. К. Соболева, Д. Ф. Степурина.
Заметный вклад в истории театра оставили Б. Ф. Щукин, Г. П. Банников, А. М. Вартаньян, С. В. Сосновский, Г. В. Келлер, А. П. Хованский, художник-постановщик С. С. Шавловский.

## Техническое оснащение
Сцена театра имеет поворотный круг и кольцо.

## Театр сегодня

### Действующая труппа театра
- Аредаков, Григорий Анисимович
- Баголей, Игорь Михайлович
- Воробьёва, Любовь Николаевна
- Блохина, Елена Викторовна
- Гришина, Людмила Николаевна
- Данилина, Эльвира Игоревна
- Джураева, Тамара Николаевна
- Ерофеев, Валерий Александрович
- Зыкина, Алиса Игоревна
- Игнатов, Игорь Владимирович
- Казаков, Андрей Владимирович
- Каспаров, Александр Александрович

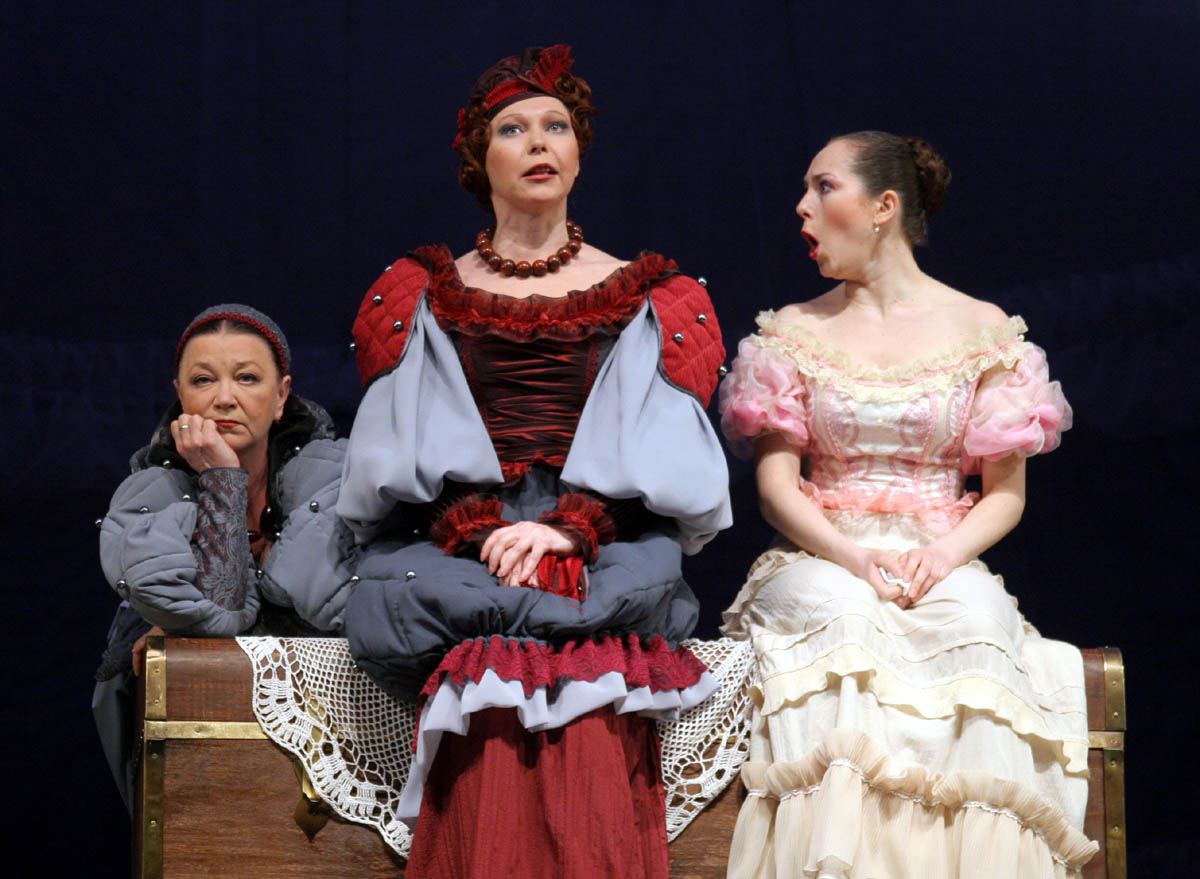
Сцена из спектакля «Женитьба».
Актрисы: Лариса Уварова, Любовь Воробьёва, Татьяна Родионова

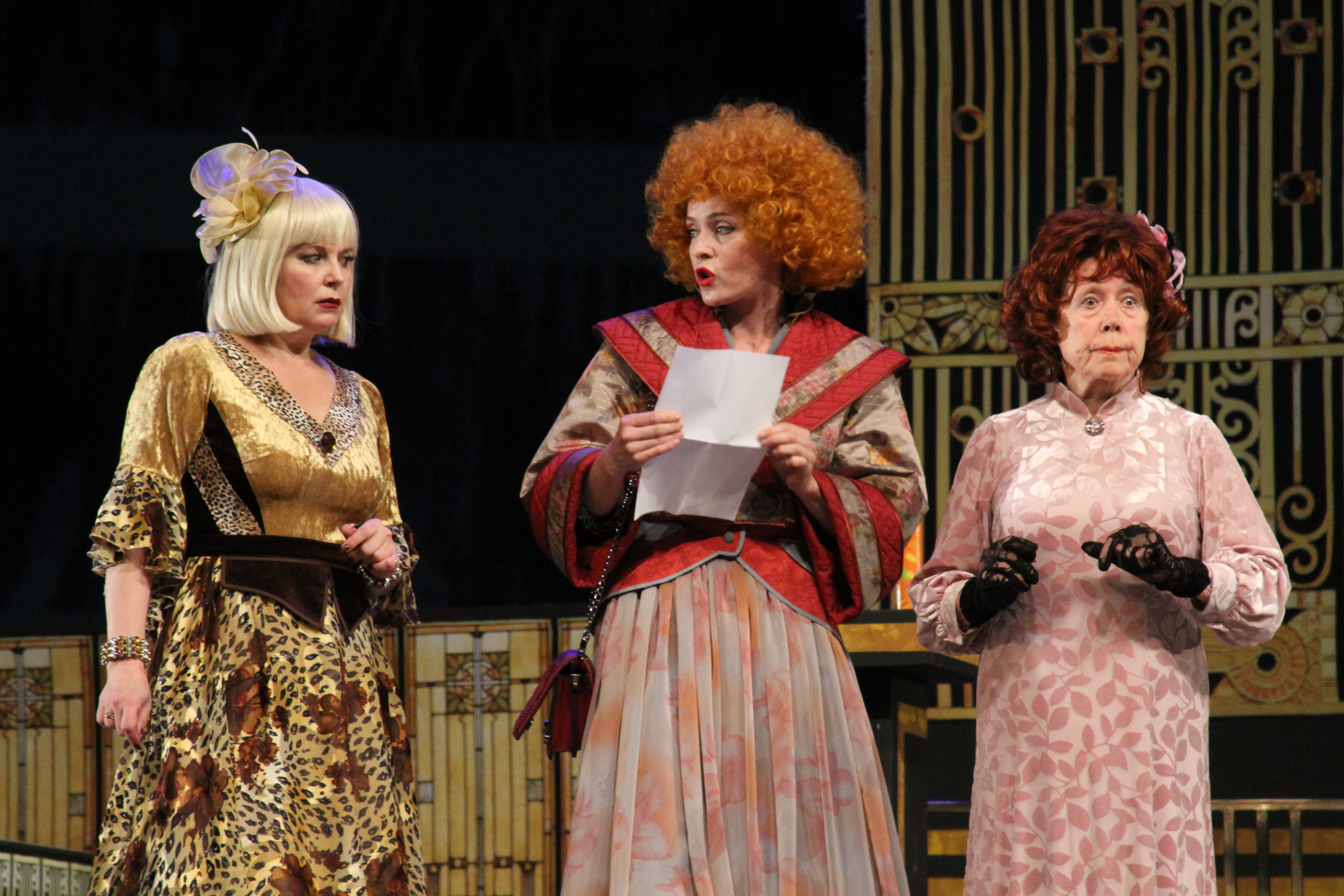
Сцена из спектакля «Восемь любящих женщин».
Актрисы: Эльвира Данилина, Зоя Юдина, Людмила Гришина

- Коваленко, Александра Владимировна
- Кошелева, Наталья Михайловна
- Клишин, Олег Юрьевич
- Кривоновосов, Дмитрий Сергеевич
- Крыгин, Алексей Витальевич
- Кудинов, Юрий Николаевич
- Ледяева, Екатерина Викторовна
- Локтионов, Максим Викторович
- Локтионова, Екатерина Алексеевна
- Малинин, Валерий Сергеевич
- Мамонов, Виктор Иванович
- Москвина, Светлана Евгеньевна
- Назаров, Владимир Павлович
- Островной, Александр Андреевич
- Парамонова, Анастасия Александровна
- Ревина, Дарья Дмитриевна
- Родимова, Дарья Александровна
- Родионова, Татьяна Игоревна
- Седов, Андрей Владимирович
- Торгашова, Евгения Владимировна
- Уварова, Лариса Викторовна
- Ульянчев, Илья Михайлович
- Феоктистова, Вера Григорьевна
- Фильянов, Александр Николаевич
- Юдина, Зоя Борисовна

## Репертуар

### Выдающиеся постановки прошлых лет
- «Великий государь» В. Соловьёва
- 1959 — «Антоний и Клеопатра» Шекспира. Режиссёры: Н. А. Бондарев и Д. А. Лядов, художник Аредаков. Антоний — Сальников, Клеопатра — Шутова, Цезарь — Лядов, Лепид — Василевский, Энобарб — Колобаев.[15]
- «Барабанщица» А. Салынского, постановка Н. А. Бондарева и Я. А. Рубина
- «Годы странствий» А. Арбузова
- «Оптимистическая трагедия» Вс. Вишневского
- «Орфей спускается в ад» Теннесси Уильямса
- «Лисички» Лилиан Хелман, постановка Александра Дзекуна, премьера 29 ноября 1974 года
- «Ужасные родители» Жан Кокто, постановка Александра Дзекуна, премьера 7 декабря 1977 года
- «Гекуба» Еврипид, постановка Александра Дзекуна, премьера 29 июля 1979 года
- «Макбет» Шекспир, постановка Александра Дзекуна, премьера 24 декабря 1982 года
- «Ревизор» Н. В. Гоголя, постановка Александра Дзекуна, премьера 30 августа 1983 года
- «Чудаки» Максим Горький, постановка Александра Дзекуна, премьера 22 марта 1984 года
- «Зойкина квартира» Михаил Булгаков, постановка Александра Дзекуна, премьера 10 мая 1984 года
- «Жили-были мать да дочь» Фёдора Абрамова, постановка Александра Дзекуна, премьера 17 октября 1984 года
- «Великолепный рогоносец» Фернан Кроммелинк, постановка Александра Дзекуна, премьера 28 декабря 1984 года
- «Оптимистическая трагедия» Всеволод Вишневский, постановка Александра Дзекуна, премьера 11 января 1986 года
- «Мастер и Маргарита» Михаил Булгаков, постановка Александра Дзекуна, премьера 22-23 ноября 1986 года
- «14 красных избушек» Андрей Платонов, постановка Александра Дзекуна, премьера 14 мая 1987 года
- «Багровый остров» Михаил Булгаков, постановка Александра Дзекуна, премьера 16 апреля 1988 года
- «Огонёк в степи» Евгений Шорников, постановка Александра Дзекуна, премьера 1 июня 1988 года
- «Фортуна» Марина Цветаева, постановка Александра Дзекуна, премьера 11 февраля 1989 года
- «Христос и мы» Андрей Платонов, постановка Александра Дзекуна, премьера 31 января 1990 года
- «Белая гвардия» Михаил Булгаков, постановка Александра Дзекуна, премьера 26 апреля 1991 года
- «Додо» Клайв Пэтон, постановка Александра Дзекуна, премьера 21 апреля 1992 год
- «Чайка» А. П. Чехова, постановка Александра Дзекуна, премьера 10 ноября 1993 года
- «На дне» Максим Горький, постановка Антона Кузнецова, премьера 13 июня 1998 года
- «Женщины всегда смеются и танцуют» Ольга Мухина, постановка Игоря Коняева, премьера 9 октября 1998 года
- «Берендей» Венедикт Ерофеев, Сергей Носов, Алексей Слаповский, Виктор Пелевин, Дмитрий Пригов, Ксения Драгунская постановка Антона Кузнецова, премьера 20 ноября 1998 года
- «Изобретательная влюблённая» Лопе де Вега постановка Антона Кузнецова, премьера 16 апреля 1999 года
- «Ночь в библиотеке» Жан-Кристоф Байи, премьера 2001 год
- "Квартет" Рональд Харвуд, постановка Вадима Горбунова, премьера 2006 год
- «Ловит волк — ловят и волка» (по пьесе «Волки и овцы» А. Н. Островского, постановка Елены Чёрной, премьера 12 марта 2005

### Спектакли студентов-выпускников 2020 года
- «Два джентльмена из Вероны» Шекспира, постановка Игоря Баголея, премьера 8 февраля 2019 года
- «Игрок» Ф. М. Достоевского, постановка Любови Баголей, премьера 3 октября 2019 года

### Текущий репертуар

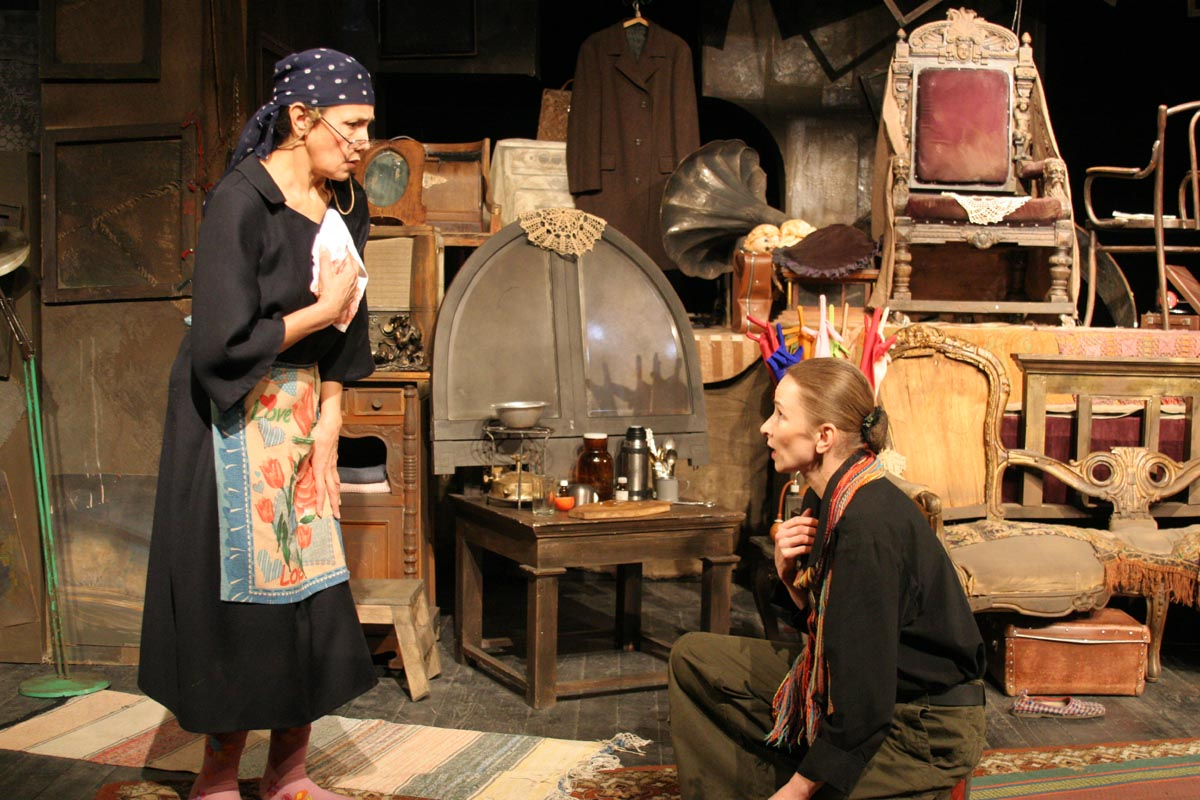
Сцена из спектакля «Хлам».
Актёры: Тамара Джураева и Алиса Зыкина

- «Анна в тропиках» Нило Круза, постановка Марины Глуховской, премьера 13 апреля 2018
- «Ба» Юлии Тупикиной, постановка Сергея Щипицина, премьера 16 января 2014
- «Бешеные деньги» А. Н. Островского, постановка Александра Кузина, премьера 27 апреля 2012
- «Восемь любящих женщин» Робера Тома, постановка Николая Покотыло, премьера 16 мая 2019
- «Гонза и волшебные яблоки» Майи Береговой по мотивам «Озорных сказок» Йозефа Лады, постановка Ансара Халилуллина, премьера 25 декабря 2008
- «ДоХХХод» по мотивам пьесы Александра Островского «Доходное место», постановка Данила Чащина, премьера 3 октября 2018
- «Женитьба» Н. В. Гоголя, постановка Антон Коваленко, премьера 23 апреля 2010[16]
- «Живой труп» Льва Толстого, постановка Марины Глуховской, премьера 21 апреля 2017
- «Иван-Богатырь и Свет-Луна» Виталия Руснака, постановка Даниила Безносова, премьера 25 декабря 2009
- «Кабала святош» Михаил Булгаков, Жан Батист Мольер, постановка Марины Глуховской, премьера 1 апреля 2015
- «Карусель по господину Фрейду» Артура Шницлера, постановка Александра Кузина, премьера 3 октября 2017

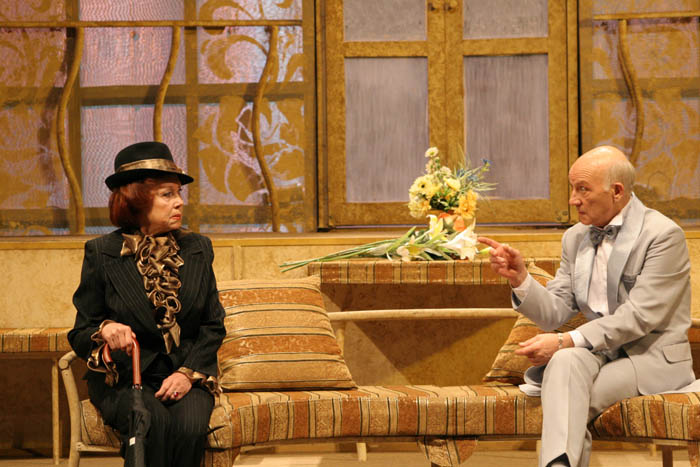
Сцена из спектакля «Квартет».
Актёры: Людмила Гришина и Александр Галко

- «Летучий корабль» Кристины Тихоновой, постановка Эльвиры Данилиной, премьера 24 декабря 2016
- «Мафия и нежные чувства» Люк Шомар, постановка Николай Покотыло, премьера 2 октября 2015 года
- «Моя Марусечка» Александра Васильева, постановка Марины Глуховской, премьера 27 сентября 2019 года
- «Па-Де-Де» Татьяны Москвиной, постановка Юрия Николаенко, премьера 1 октября 2016 года
- «Приключения Алладина» Любови Баголей, постановка Любови Баголей, премьера 24 декабря 2017 года
- «Ромео и Джульетта» Шекспира, постановка Марины Глуховской, премьера 23 января 2016 года
- «Условные единицы» по пьесе Виктории Никифоровой, постановка Ансара Халилуллина, премьера 18 апреля 2009
- «Чиполлино и его друзья» С. Прокофьевой, И. Токмаковой, постановка Вадима Горбунова, режиссёр восстановленной версии Виктор Мамонов, премьера по возобновлении 3 июня 2009
- «Частная жизнь» Ксении Степанычевой, постановка Даниила Безносова, премьера 1 октября 2009
- «Пять вечеров» А. Володина, постановка Ольги Харитоновой, премьера 12 ноября 2009
- «Город ангелов» Игоря Игнатова, постановка Даниила Безносова, премьера 26 октября 2010
- «Паника. Мужчины на грани нервного срыва» Мика Мюллюахо, постановка Юрия Алесина, премьера 19 ноября 2010
- «Парикмахерша» С. А. Медведева, постановка Константина Солдатова, премьера 16 апреля 2011
- «Сошедший с поезда» Алексей Слаповский, постановка Алексея Слаповского, премьера 4 октября 2015 года
- «Свидетель обвинения» Агата Кристи, постановка Эльвиры Данилиной, премьера 25 января 2020 года

## Награды
- Благодарность Министра культуры Российской Федерации (19 ноября 2003) — за большой вклад в развитие театрального искусства и в связи с 200-летием со дня основания театра[17]